# Kitsunebi

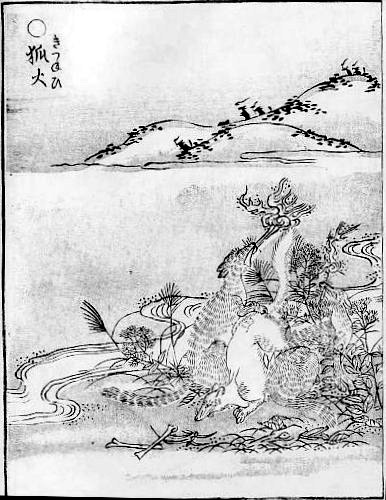
Illustration d'un kitsunebi par Toriyama Sekien, tiré du Gazu hyakki yagyō.

Le kitsunebi (狐火, kitsunebi, litt. « feu du renard ») est un yōkai du folklore japonais. Il est aussi appelé hitobosu (ヒトボス), hitomoshi (火点し, « feu allumé »), rinka (燐火).

## Caractéristiques
Pendant la nuit, des lanternes clignotantes apparaissent, leur nombre change de la dizaine à quelques centaines en augmentant progressivement. La couleur de ces lanternes varie du rouge au bleu.
Une légende raconte que ces lumières proviennent du soupir de renard, d'où leur nom.

## Kitsunebià Ōji Inari

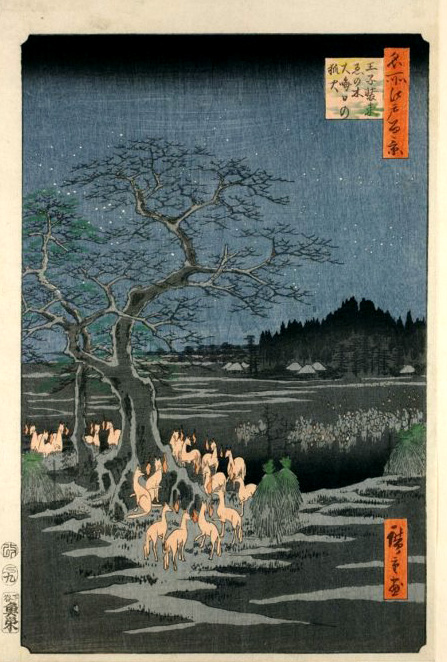
Kitsunebi lors de la nuit du Nouvel An sous l'arbre Enoki près de Ōji dans les Cent vues d'Edo de Hiroshige. Chaque renard a un kitsunebi qui flotte près de son visage.

Le sanctuaire Inari (le dieu-renard) d'Ōji (Kita-ku, Tokyo) est depuis des temps immémoriaux considéré comme l'un des sanctuaires shinto les plus importants de l'est du Japon, au point qu'il était désigné comme l'un des lieux de prière du shogun pendant toute l'époque d'Edo.
La tradition raconte que tous les ans, la dernière nuit de l'année, les renards de tout le Japon de l'est, messagers du dieu Inari, se concentrent à Ōji. Là, sous un arbre enoki (micocoulier de Chine), ils se parent de leurs plus beaux vêtements et forment une procession pour la première prière de l'année (hatsumōde).
De nos jours, la nuit du réveillon du Nouvel An (ōmisoka), les habitants du quartier organisent la procession des renards d'Ôji (王子狐の行列, Ôji kitsune no gyōretsu).

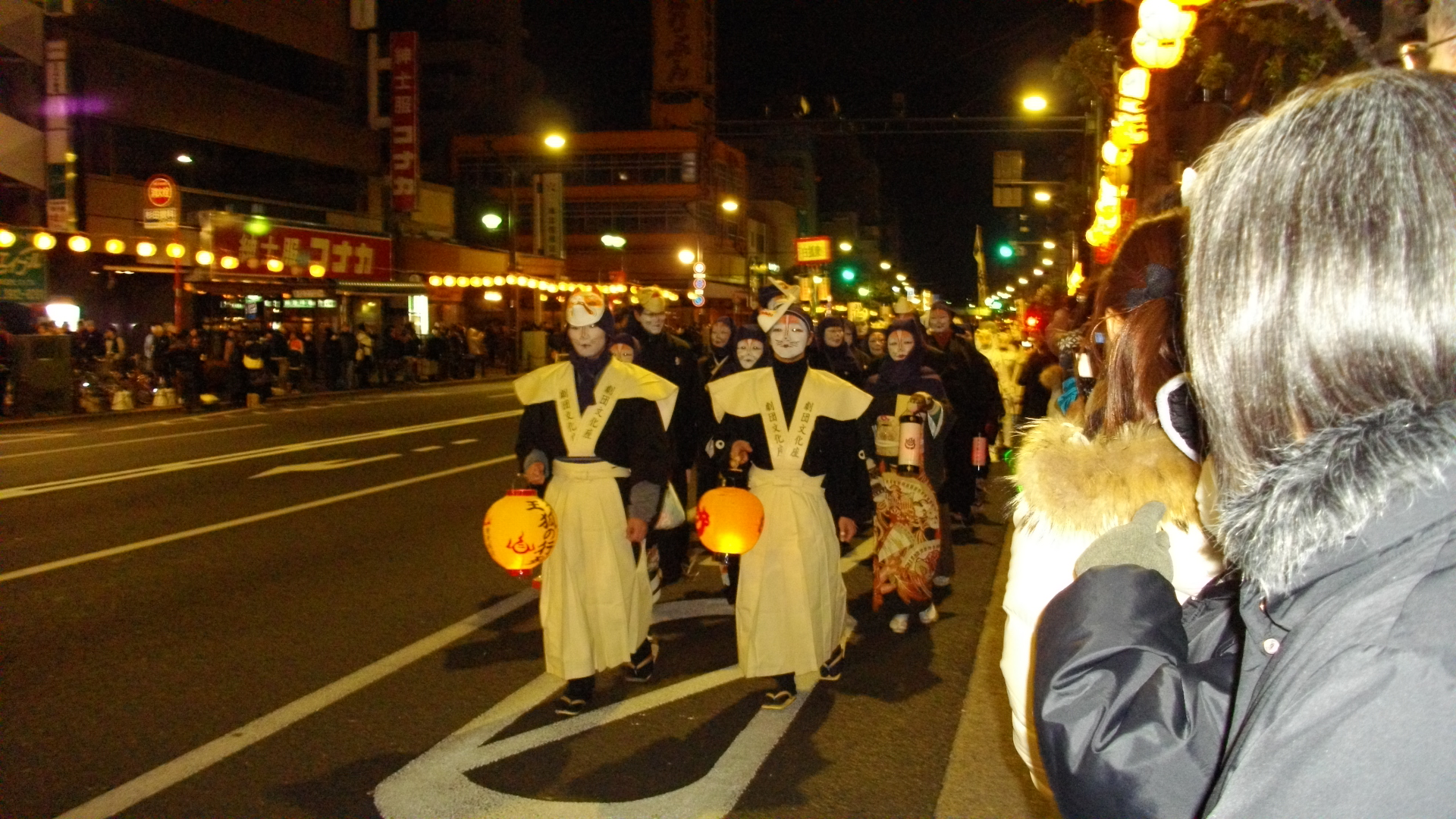
Kitsune no gyōretsu (Ōji, 2010).
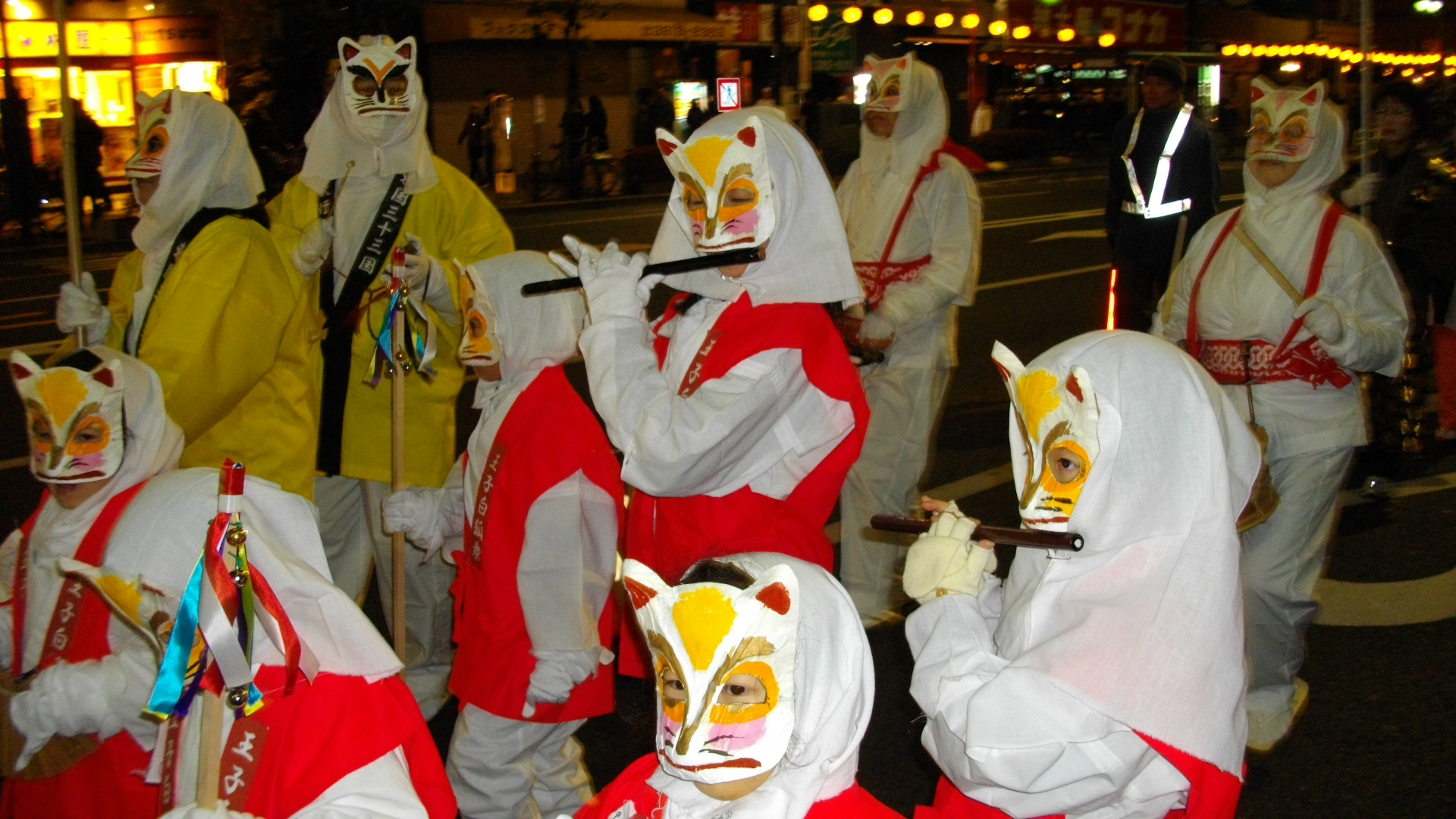
Kitsune no gyōretsu (Ōji, 2010).